# Нактонган
Нактонга́н (кор. 낙동강) — самая длинная река в Республике Корея, вблизи которой расположены несколько крупнейших городов страны, таких как Тэгу и Пусан (вблизи устья). Впадает в бухту Нактонпхо в Западном проходе Корейского пролива.

## География
Истоки Нактонгана находятся на юго-западных склонах Восточно-Корейских гор близ Японского моря. Начинается река при слиянии ручьёв Чхорамчхон и Хванджичхон в городе Тхэбэк в провинции Канвондо. Протекает по равнинам южной части Корейского полуострова. Длина реки — 526 километров (или 525 км). Питание преимущественно дождевое, с летним половодьем. Среднемноголетний расход воды в устье 380 м³/с. Река судоходна на 340 километров от устья.
Главные притоки — Йонган, Кымхоган и Намган. Вместе с притоками бассейн Нактонгана покрывает большую часть провинций Кёнсан-Пукто и Кёнсан-Намдо, и небольшие участки территории провинций Чолла-Пукто, Чолла-Намдо и Канвондо. Общая площадь бассейна — 23 384 квадратных километров.

## История
Нактонган играл важную роль в жизни страны во всё время её существования. Бассейн реки — излюбленное место поселений жителей полуострова, на его территории находят множество человеческих поселений времён неолита.
В I веке на берегах реки обитали племена Пёнхан. Во время периода Трёх королевств, долину реки контролировала конфедерация Кая до тех пор, пока она не была завоёвана королевством Силла в 562 году. Эти государства последовательно развивали потенциал реки как транспортной и торговой артерии. Во время периодов Силла, Корё и Чосон река была основным транспортным коридором региона Кёнсандо.
В качестве естественного барьера Нактонган получил известность во время войны в Корее. Южные берега реки ограничивали Пусанский периметр, который занимали войска ООН в начале войны. Мост в Вэгване был взорван 3 августа 1950 года для того, чтобы не допустить захвата войсками северной коалиции города Тэгу.

## Экология
В районе Нактонгана находятся обширные заболоченные территории, такие как болота Упхо в Чханнёне, Кёнсан-Пукто. Эти болота населяет большое количество редких и находящихся под угрозой исчезновения видов млекопитающих, птиц, рыб и беспозвоночных. Осенью и весной здесь находит приют более 30 видов перелётных птиц, включая уток, гусей, аистов, даурских журавлей, колпиц, орланов-белохвостов.
Устье реки представляет собой обширную дельту под названием Ыльсукдо (을숙도), где густо растут камыши, образуя птичий заповедник.
Нактонган и его притоки обеспечивают питьевой водой весь регион, по которому она протекает.
Качество воды в реке неудовлетворительное. На 2020 год на территории около 40% бассейна реки концентрация фосфата и БПК превышают норму.

## Роль в экономике
Несмотря на то, что в наши дни Нактонган утерял своё коммерческое и транспортное значение, он до сих пор служит источником пищи и заработка для жителей региона — в основном за счёт рыболовства и ирригации.
Возле Андона было построено несколько крупных ГЭС, что привело к образованию нескольких водохранилищ, крупнейшее из которых — Андонхо (안동호). Эти водохранилища являются курортами и зонами отдыха.